# Ancestral Echoes: The Covina Sessions, 1976
Ancestral Echoes: The Covina Sessions, 1976 ist ein Jazzalbum von Horace Tapscott mit dem Pan Afrikan Peoples Arkestra. Die im Januar 1976 in den Audiotronics Recording Studios in Covina entstandenen Aufnahmen erschienen am 24. Juni 2020 auf dem französischen Label Dark Tree.

## Hintergrund
Als der Pianist, Komponist und Orchesterleiter Horace Tapscott 1961 das Pan Afrikan Peoples Arkestra (PAPA) gründete, war es als ein Unterstützungskollektiv für alle Künste gedacht, das der afro-amerikanischen Gemeinschaft, insbesondere der von South Central Los Angeles, Ausdruck verlieh, notierte Karl Ackermann. Nach einem Debütalbum für das Label Flying Dutchman im Jahr 1969 (The Giant Is Awakened, u. a. mit Arthur Blythe) veröffentlichte Tapscott erst fast ein Jahrzehnt später auf dem Nimbus-Label neues Material des Ensembles (Flight 17), aber während dieser Zeit festigte er seine [künstlerische] Vision und etablierte das Ensemble zu einer wichtigen Einrichtung für die afroamerikanische Gemeinschaft, schrieb Peter Margasak.
Die Musik auf Ancestral Echoes: The Covina Sessions, 1976, die 2020 beim Label Dark Tree erschien, war so etwas wie eine Open-House-Jam-Session, an der wahrscheinlich einige Musiker aus der Nachbarschaft in Watts teilnahmen, die nicht für eine Veröffentlichung dokumentiert waren. Das PAPA arbeitete als Rotation von Musikern, wodurch sich die Besetzung oft von einem Projekt zum anderen erheblich änderte. Das genaue Personal für jedes Stück konnte daher nicht ermittelt werden. Zu den rund 25 bekannten Teilnehmern an Ancestral Echoes gehören der Saxophonist Gary Bias (der später bei Earth, Wind & Fire spielte), die Flötistinnen Adele Sebastian und Aubrey Hart, die Pianistin Linda Hill (die auch als Leiterin des Kollektivs Union of God's Musicians and Artists Ascension aktiv war), die Bassisten Red Callender und Marcus McLaurine sowie der Dichter/Perkussionist Kamau Daáood.

## Titelliste
- Horace Tapscott with the Pan Afrikan Peoples Arkestra: Ancestral Echoes: The Covina Sessions, 1976 (Dark Tree DT(RS)13)[5]

1. Ancestral Echoes (Horace Tapscott) Solisten: Horace Tapscott, Jesse Sharps, Kamau Daáood, Steven Smith (18:58)
2. Sketches of Drunken Mary (Horace Tapscott) Solisten: Aubrey Hart, Horace Tapscott, Michael Session (10:06)
3. Jo Annette (Guido Sinclair) Solisten: Charles Chandler, Horace Tapscott, Wendell C. Williams (13:51)
4. Eternal Egypt Suite (Fuasi Abdul-Khaliq) Solisten: Adele Sebastian, Fuasi Abdul-Khaliq, Horace Tapscott, Steven Smith (27:31)

## Rezeption
Nach Ansicht von Karl Ackermann, der das Album in All About Jazz rezensierte, ist Tapscotts Musik, insbesondere mit dem Pan Afrikan Peoples Arkestra, „traditionell in einer Weise, die wir selten als Tradition betrachten.“ Der Pianist und Komponist habe mehrere Generationen von Musikern aus dem Stadtteil Watts um sich gesammelt und gefördert, indem er eine umfassende Philosophie des autonomen und organischen Schaffens im South Los Angeles pflegte. Die Realität, die Tapscott auf Ancestral Echoes präsentierte, spielte sich an der Schnittstelle von Musik und Werten ab.
Peter Margasak zählte Ancestral Echoes zu den besten Alben des Jahres und schrieb, die vier ausgedehnten Stücke, mitgeschnitten mit Tapscotts bemerkenswerten Pan Afrikan Peoples Arkestra, würden vor orchestralem Reichtum und rhythmischem Genie bersten. Dieses Material könnte in die aktuelle spirituelle Jazz-Mode passen, aber es sei noch viel mehr am Werk. Dies sei die Archiventdeckung des Jahres, resümiert Margasak.
Derek Taylor wies in Dusted darauf hin, dass Tapscotts Gruppe mit einem Namen versehen war, der absichtlich an das Ensemble eines anderen Bandleaders angelehnt war, der sowohl Ebenbürtiger als auch Inspiration war, nämlich an Sun Ra und sein Arkestra. Mitglieder des kalifornischen Arkestras lebten gemeinsam in Häusern, probten und engagierten sich in der Gemeinschaftsarbeit, so der Autor. Worin sich die beiden Bands unterschieden, sei Tapscotts großmütiger Ansatz zur Zusammenarbeit gewesen; er habe seine Musiker regelmäßig ermutigt, ihre kompositorischen Fähigkeiten neben ihren improvisatorischen zu verbessern. Dieses Element des Egalitarismus beeinflusste direkt die vier Stücke, aus denen diese Sammlung besteht, die ebenso vom temperamentvollen Zusammenspiel des Ensembles und der afrozentrischen Poesie von Kamaou Daáood profitiere wie von Tapscott und den anderen Solisten.